# سليمان الريسوني
سليمان الريسوني (من مواليد الخامس من حزيران/يونيو 1972 في القصر الكبير)، هو صحفي مغربي، ورئيس تحرير جريدة أخبار اليوم. اشتهر بمقالاته الإفتتاحية المنتقدة للفساد بالبلاد، والداعية إلى الإصلاح السياسي. اعتُقل الريسوني في الثاني والعشرين من أيّار/مايو 2020 بتهمة «هتك العرض بالعنف والاحتجاز» في حقّ شاب مغربي مثلي. لقي اعتقاله تضامنًا واسعًا معه داخل المغرب وخارجه، وأكَّد المدافعون عنه أن قضيته جزءٌ من حملة تشهيرٍ تستهدفُ صحفيين ونشطاء وحقوقيين مغاربة ينتقدون السلطات والنظام الحاكِم.
بعد قضائه قرابة عامٍ في السجن دون محاكمة، بدأ سليمان الريسوني في الثامن من نيسان/أبريل 2021 رفقة صحفي آخر محتجز هو عمر الراضي إضرابًا عن الطعام «للمطالبة بالسراح المؤقت، واحتجاجًا على اعتقاله التعسفي واحتجازه على ذمة التحقيق لمدة عام تقريبًا دون محاكمة وعدم وجود أدلة تُجرّمه، بالإضافة إلى الظلم الذي لحق به قبل وبعد اعتقاله.» جديرٌ بالذكرِ هنا أنَّ سليمان الريسوني هو أخ رئيس الاتحاد العالمي لعلماء المسلمين أحمد الريسوني وعمُّ الصحافية هاجر الريسوني التي كانت قد اعتُقلت هي الأخرى سابقًا.

## الاعتقال
اعتقلت الشرطة المغربية سليمان الريسوني يوم الثاني والعشرين من أيّار/مايو 2020 أمام مقر سكنه في الدار البيضاء ووضعته منذ ذلك الحين رهن الاعتقال الاحتياطي، على خلفية شكوى قُدمت ضده من قبل شابٍ مجهول يتهمه بالاعتداء الجنسي عليه داخل بيته. لا تُعرف هوية المشتكي، ولم يتم تقديم أية أدلة أو إتباثات حول ادعاءاته. بحسب هيئة دفاع الريسوني، فإنّ ملف محاكمته «سياسي لكونه يفتقر إلى دلائل تدينه»، معتبرةً أن السبب الحقيقي وراء متابعته هو كتاباته الصحافيّة، إذ يُحاكم بسبب مواقفه وآرائه.
بعد مضي زهاء سنة على اعتقاله، ومع استمرار تأجيل المحاكمة، قرَّر الريسوني خوض إضراب عن الطعام احتجاجًا على وضعه. على الرغم من تدهور حالته الصحية، رفض الصحفي وقف الإضراب. منذ انطلاق إضرابه، شنَّ العديد من الصحفيين وأفراد أسرته ونشطاء حقوق الإنسان حمله لمطالبة القضاء المغربي بالنظر في وضعه ولإنقاذ حياته.

## العفو الملكي
عانق الصحافي سليمان الريسوني الحرية بعد 4 سنوات من السجن يوم الإثنين 29 يوليوز 2024 من سجن عكاشة بالدار البيضاء، بعد أن قضى أربعة أعوام داخل السجن، كانت حافلة بالإضرابات عن الطعام والاحتجاج، بحيت عانق الحرية أخيرا بعدما استفاد من العفو الملكي الأخير الذي شمل 2476 شخصا بمناسبة الذكرى الـ25 لعيد العرش.